# 鲮单极虫
鲮单极虫（学名：Thelohanellus rohitae）为单极科单极虫属的动物。分布于印度以及浙江、湖北、福建、四川、江西等，营寄生生活，寄生在胃、体表、鼻腔、输尿管、膀胱（鲤）、肠（鳊）。